# Karletta Chief

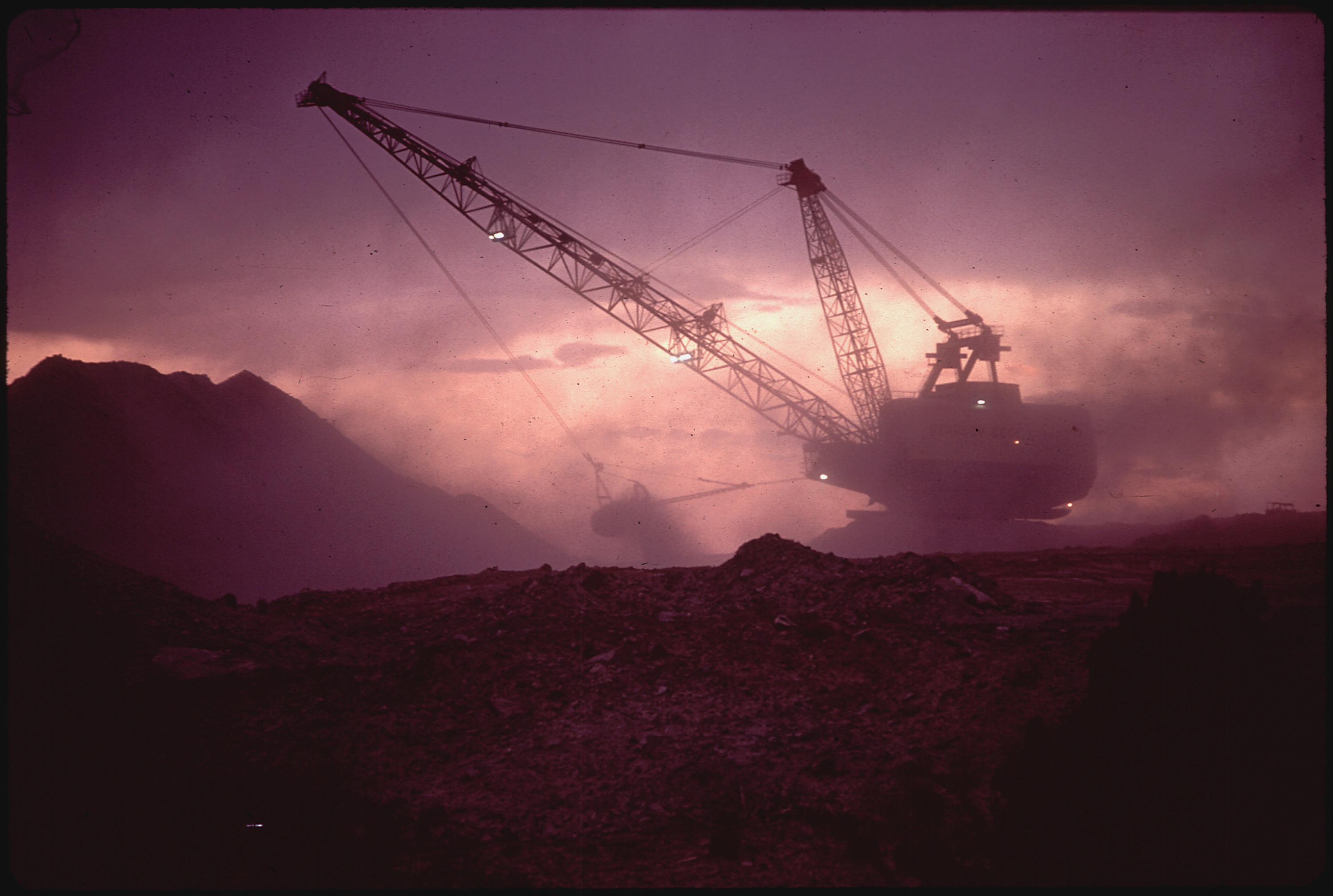
Ehemalige Kohlemine der Peabody Coal Comany in Black Mesa

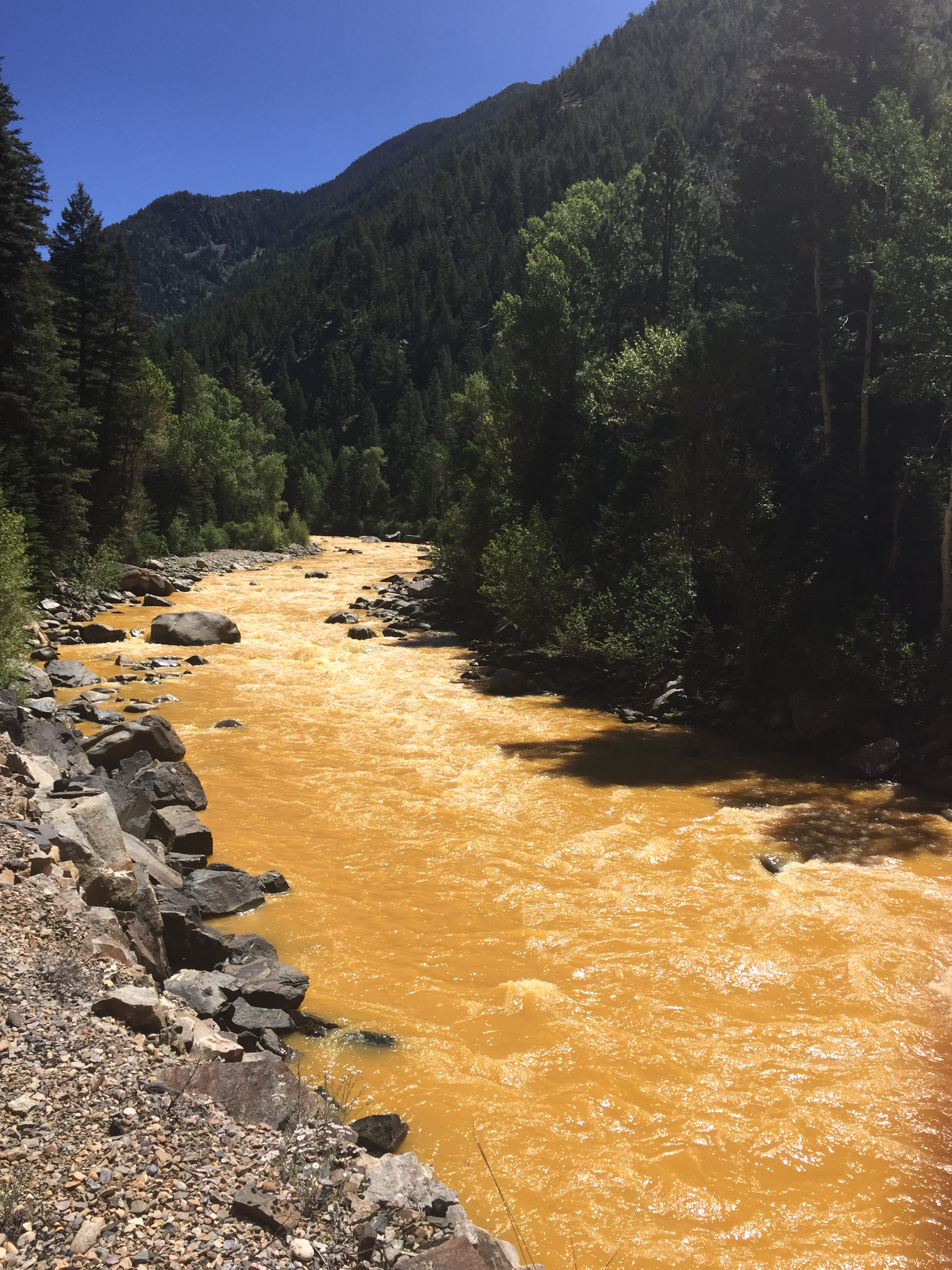
Der Abwasserunfall der Gold King Mine im Jahr 2015 leitete giftiges Abwasser in das Einzugsgebiet des Animas Rivers

Karletta Chief (* um 1976 in Black Mesa, Navajo Nation, Arizona) ist eine US-amerikanische Hydrologin der Diné (Navajo), Professorin und Extension Specialist für Umweltwissenschaften an der University of Arizona (UA). Sie leitet das Indigenous Resilience Center, ist Expertin für Wasser‑, Energie‑ und Ernährungssicherheit indigener Gemeinschaften sowie für Umweltgerechtigkeit in der Navajo Nation Reservation.

## Biografische Hintergründe und Ausbildung
Karletta Chief wuchs in Black Mesa ohne Elektrizität und fließendes Wasser auf. Von den 1940er bis in die 1980er Jahre baute die Regierung der Vereinigten Staaten Millionen Tonnen Uran in der Region ab und hinterließ radioaktive Rückstände in Häusern und Trinkwasserquellen. In Black Mesa betrieb die Peabody Western Coal Company eine Kohlemine. Die Kohle wurde durch eine Pipeline aus dem Tagebau zum 439 km entfernten Mojave-Kohlekraftwerk gebracht. Für den Transport in der Rohrleitung musste die feingemahlene Kohle mit Wasser vermengt werden, wofür jährlich 1,2 Milliarden Liter aus den Navajo-Grundwasservorkommen und dem Coconino-Grundwasservorkommen abgepumpt wurden. Die dadurch verursachte Absenkung des Grundwasserspiegels gefährdete das Überleben des Stammes akut. Es führte zur Erschöpfung des einzigen regionalen Aquifers und zur Belastung der Luft mit Kohlenstaub. Dies war ein Antrieb, um Hydrologin zu werden. Chief war eine der ganz wenigen der Navajos, die studieren konnte. Sie absolvierte ihren Bachalor- und Masterabschluss in Bau- und Umwelttechnik an der Stanford University (1998, 2000) und promovierte 2007 in Hydrologie und Wasserressourcen an der University of Arizona mit der Dissertation Soil Air Permeability and Saturated Hydraulic Conductivity (deutsch: Bodenluftdurchlässigkeit und gesättigte hydraulische Leitfähigkeit). Anschließend war sie Postdoktorandin am Desert Research Institute in Las Vegas (2007–2011).

## Wissenschaftliche Tätigkeit
Seit 2011 ist sie Chief Associate Professor sowie Extension Specialist im Department of Environmental Science der University of Arizona. Sie leitet das Indigenous Resilience Center, ein Netzwerk für universitäre Forschung mit und für indigene Völker zur Stärkung der Klima‑ und Umweltresilienz. Zudem verantwortet sie das Förderprogramm „Indigenous Food, Energy, and Water Security and Sovereignty (Indige‑FEWSS)“, in dem 38 bis 39 Graduiertenstudierende (Stand 2021–2023) ausgebildet werden.
Zu ihren Leitprojekten zählen:
- Das Gold King Mine Spill Diné Exposure Project, bei dem Wasserproben und Risikokommunikation nach dem Unglück von 2015 untersucht wurden, mit Fokus auf community-basierte Ansätze und Rückmeldung auf Navajo.[3]
- Das Pyramid Lake Paiute Tribe Climate Adaptation and Traditional Knowledge Project, das traditionelles Wissen mit wissenschaftlicher Forschung kombiniert.
- Erstellung von Schulungsmaterialien für Stammeshochschulen zu Umweltrisiken und Superfund‑Standorten.[1]

## Auszeichnungen und Ehrungen (Auswahl)
- Most Promising Scientist or Scholar, American Indian Science and Engineering Society (AISES), 2011[4]
- Distinguished Alumni Scholar, Stanford University, 2013[5]
- Native American 40 Under 40, National Center for American Indian Enterprise Development, 2015[5]
- AISES Professional of the Year, 2016[4][5]
- Woman of the Year, Phoenix Indian Center, 2016[6]
- Ambassador Award & Fellow der American Geophysical Union (AGU), 2020[7]
- Weitere lokale und university-interne Auszeichnungen (z. B. Museum of Contemporary Art Tucson, 2023)[1]
- Fellow, American Geophysical Union

## Forschungsthemen und Beiträge
Karletta Chief erforscht die Auswirkungen von Bergbau- und Umweltverschmutzung auf indigene Wasserquellen, wie beispielsweise die Belastung durch Arsen bei der Coloradowasserverschmutzung. Sie fragt auch nach kulturellen Wasserverwendungsformen und Umweltgerechtigkeit. In einem Interview zur Women of Discovery 2022 betont sie, dass Wasser für die Gesundheit indigener Völker genutzt wird – nicht nur zum Trinken, sondern auch spirituell, kulturell und landwirtschaftlich.
Chief setzt sich für die Integration traditioneller ökologischer Kenntnisse („Indigenous Knowledge“) in Wissenschaft und Bildung ein und entwickelt dafür Trainingsmodule zu Ethik, Daten‑Souveränität und kultureller Demut.

## Publikationen (Auswahl)
- Mit Emanuel, R. E. & Conroy‑Ben, O. (2019). Indigenous symposium on water research, education, and engagement. In: Eos, 100.
- Mit Chew, E. S. (2023). „Community‑engaged participatory climate research…“ *Ecology and Society*.
- Chief, K. (2020). Water in the Native world. In: Journal of Contemporary Water Research and Education, 169: 1–7.[1][9]